# Бу-Регрег
Бу-Регрег (араб. أبو رقراق) — річка на заході Марокко, яка впадає в Атлантичний океан в районі столичної агломерації — між містами Рабат і Сале. Припливний естуарій річки, що простягається вверх по річці на 24 км від узбережжя, має назу Ваді Сала (Wadi Sala).
Довжина річки становить 240 км, середній стік 23 м³/с, піковий в період високої води — 1500 м³/с. Витік річки розташований в горах Середнього Атласу на висоті 1627 м. Якість води потерпає черезприпливні вторгнення солоної морської води, надмірний злив нітратів з сільськогосподарських угідь і забруднення ртуттю від використання пестицидів в басейні річки.

## Історія
Фінікійці та карфагенці, заснувавши декілька колоній в Марокко, на берегах Бу-Регрега побудували древнє місто Шелла за два кілометри від гирла вверх по річці. Поруч з цим місцем розташовані руїни римського міста Сала. Шелла був важливим портовим містом, з головною вулицею декуманус максимус, форум, фонтан та інші будівлі.
В середині XVII ст. на берегах Бу-Регрега утворилась справжня піратська республіка, яка наводила страх на судна європейських держав, що пропливали поруч.